# Franz Tost
Franz Tost (ur. 20 stycznia 1956 w Trins) – były kierowca wyścigowy i dyrektor zespołu Formuły 1 Scuderia Alpha Tauri w latach 2006–2023. Brał udział w wyścigach Formuły Ford i Formuły 3.